# Doug Weight

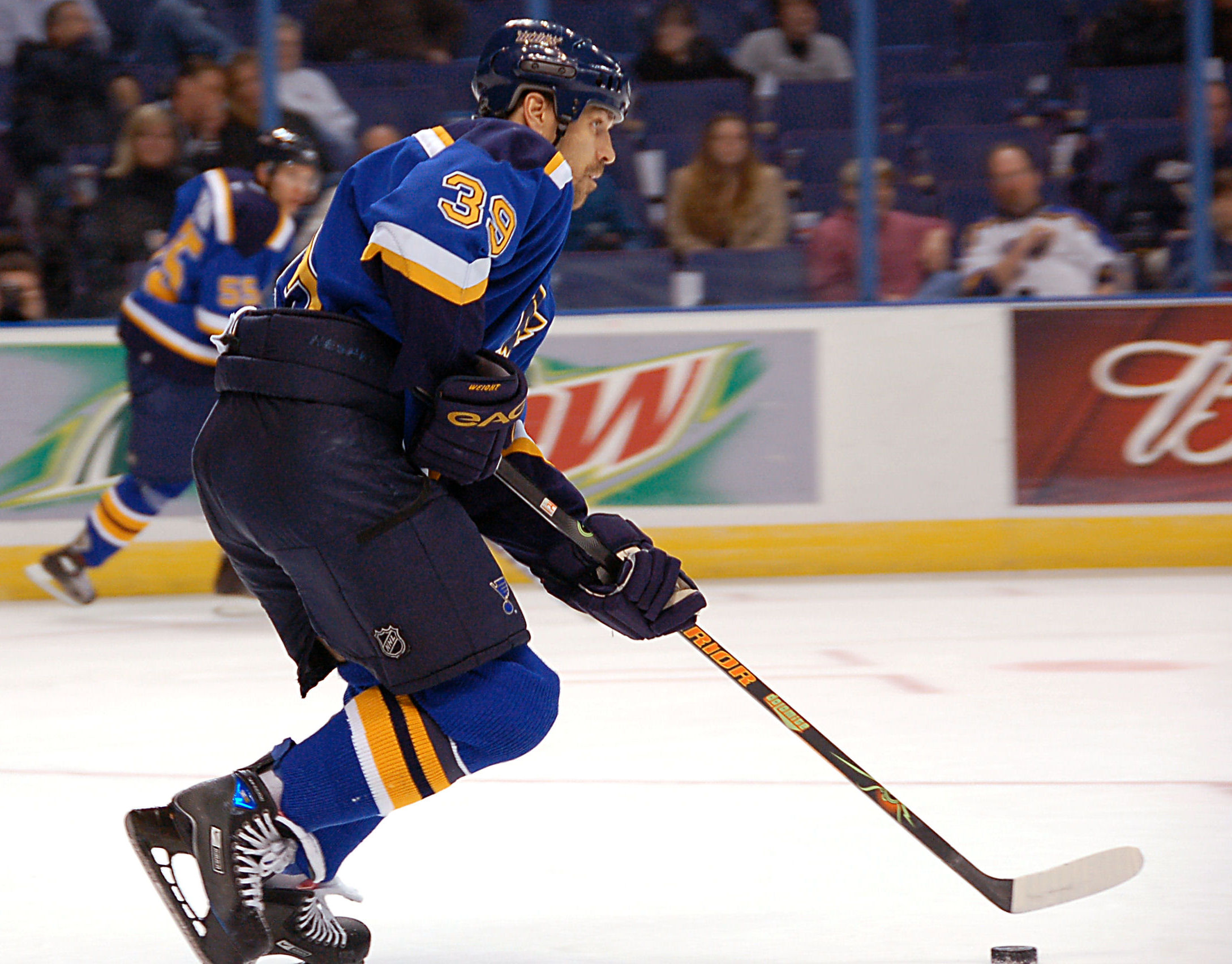
Doug Weight i St. Louis Blues.

Douglas Daniel "Doug" Weight, född 21 januari 1971 i Warren, Michigan, är en amerikansk före detta professionell ishockeyspelare som spelade sina sista säsonger i NHL i New York Islanders. Han hade även åtta säsonger i Edmonton Oilers bakom sig. Säsongen 2005–06 byttes han från St. Louis Blues till Carolina Hurricanes för att hjälpa dem till en Stanley Cup-seger, vilket visade sig bli ett lyckat byte. Han återvände därefter till St. Louis i juli 2006.
Weight har även spelat med USA:s landslag, bland annat i det lag som tog silver i OS 2002 i Salt Lake City och i guldlaget i World Cup 1996. 26 maj 2011 meddelade Weight, på en känslosam presskonferens, att han avslutar sin karriär som spelare och tar plats i Islanders ledarstab.